# Stern (spelbedrijf)
Stern is de verzamelnaam voor twee bedrijven: "Stern Electronics, Inc", wat zich richtte op arcadespelkasten en "Stern Pinball, Inc", een ontwikkelaar van flipperkasten.

## Geschiedenis
In 1977 ging het Amerikaanse bedrijf Chicago Coin failliet. De familie Stern kocht de stock van het bedrijf grotendeels op en richtte een nieuwe firma op: Stern Electronics. Het bedrijf produceerde flipperkasten en arcadespellen. Deze laatste werden gemaakt door gebruik te maken van solid state-technologie. In 1980 bracht het bedrijf het populaire spel Berzerk uit. Het bedrijf leed onder de Noord-Amerikaanse videospelrecessie en besloot in 1985 de markt van arcadekasten te verlaten. Het bedrijf werd hernoemd naar "Stern Pinball, Inc" en is nog actief
Stern kocht in 1979 het failliete Seeburg Corporation op, een producent van jukeboxen.

## Arcadespellen
| Jaar | Titel         | Ontwikkelaar                   |
| ---- | ------------- | ------------------------------ |
| 1980 | Astro Invader | Konami                         |
| 1980 | Berzerk       |                                |
| 1980 | The End       | Konami                         |
| 1981 | Scramble      | Konami                         |
| 1981 | Super Cobra   | Konami                         |
| 1981 | Moon War      |                                |
| 1981 | Turtles       | Konami                         |
| 1981 | Strategy X    | Konami                         |
| 1981 | Jungler       | Konami                         |
| 1981 | Armored Car   |                                |
| 1981 | Amidar        | Konami                         |
| 1982 | Frenzy        |                                |
| 1982 | Tazz-Mania    |                                |
| 1982 | Tutankham     | Konami                         |
| 1982 | Pooyan        | Konami                         |
| 1982 | Dark Planet   | Erick Erickson en Dan Langlois |
| 1982 | Rescue        | Stern                          |
| 1982 | Calipso       | Stern / Tago Electronics       |
| 1982 | Anteater      | Stern / Tago Electronics       |
| 1982 | Mazer Blazer  |                                |
| 1982 | Lost Tomb     |                                |
| 1982 | Bagman        | Valadon Automation             |
| 1982 | Pop Flamer    | Jaleco                         |
| 1983 | Star Jacker   | Sega                           |
| 1983 | Minefield     |                                |
| 1983 | Cliff Hanger  | Stern / TMS                    |
| 1984 | Great Guns    |                                |
| 1984 | Goal to Go    |                                |
| 1984 | Super Bagman  | Valadon Automation             |

## Flipperkasten
Gedeeltelijk overzicht van flipperkasten ontwikkeld door Stern

### Stern Electronics[6]
| Jaar | Titel           |
| ---- | --------------- |
| 1977 | Stampede        |
| 1977 | Rawhide         |
| 1977 | Disco           |
| 1977 | Pinball         |
| 1977 | Stingray        |
| 1978 | Stars           |
| 1978 | Memory Lane     |
| 1978 | Lectronamo      |
| 1978 | Wild Fyre       |
| 1978 | Nugent          |
| 1979 | Dracula         |
| 1979 | Trident         |
| 1979 | Hot Hand        |
| 1979 | Magic           |
| 1979 | Cosmic Princess |
| 1979 | Meteor          |
| 1980 | Galaxy          |
| 1980 | Ali             |
| 1980 | Big Game        |
| 1980 | Seawitch        |
| 1980 | Cheetah         |
| 1980 | Quicksilver     |
| 1980 | Star Gazer      |
| 1980 | Flight 2000     |
| 1980 | Nine Ball       |
| 1981 | Freefall        |
| 1981 | Lightning       |
| 1981 | Split Second    |
| 1981 | Catacomb        |
| 1981 | Viper           |
| 1982 | Dragonfist      |
| 1982 | Iron Maiden     |
| 1982 | Orbitor 1       |
| 1982 | Cue             |
| 1982 | Lazer Lord      |

### Stern Pinball[7]
| Machine Name                       | Jaar | Designer                       | Gebaseerd op/licentiehouder                                                         |
| ---------------------------------- | ---- | ------------------------------ | ----------------------------------------------------------------------------------- |
| Harley-Davidson                    | 1999 | John Borg & Lonnie D. Ropp     | Harley-Davidson                                                                     |
| Striker Xtreme                     | 2000 | Joe Balcer                     | Stern Pinball                                                                       |
| Sharkey's Shootout                 | 2000 | John Borg                      | Stern Pinball                                                                       |
| High Roller Casino                 | 2001 | Jon Norris                     | Stern Pinball                                                                       |
| Austin Powers                      | 2001 | John Borg & Lonnie D. Ropp     | Austin Powers                                                                       |
| Monopoly                           | 2001 | Pat Lawlor                     | Monopoly                                                                            |
| NFL                                | 2001 | Joe Balcer                     | National Football League                                                            |
| Playboy                            | 2002 | George Gomez & Dwight Sullivan | Playboy                                                                             |
| RollerCoaster Tycoon               | 2002 | Pat Lawlor                     | RollerCoaster Tycoon                                                                |
| The Simpsons Pinball Party         | 2003 | Joe Balcer & Keith P. Johnson  | The Simpsons                                                                        |
| Terminator 3: Rise of the Machines | 2003 | Steve Ritchie                  | Terminator 3: Rise of the Machines                                                  |
| The Lord of the Rings              | 2003 | George Gomez                   | The Lord of the Rings (films)                                                       |
| Ripley's Believe It or Not!        | 2004 | Pat Lawlor                     | Ripley's Believe It or Not!                                                         |
| Elvis                              | 2004 | Steve Ritchie                  | Elvis Presley                                                                       |
| The Sopranos                       | 2005 | George Gomez                   | The Sopranos                                                                        |
| Grand Prix                         | 2005 | Pat Lawlor                     | Stern Pinball                                                                       |
| NASCAR                             | 2005 | Pat Lawlor                     | NASCAR                                                                              |
| World Poker Tour                   | 2006 | Steve Ritchie                  | World Poker Tour                                                                    |
| Pirates of the Caribbean           | 2006 | Dennis Nordman                 | Pirates of the Caribbean                                                            |
| Dale Jr.                           | 2007 | Pat Lawlor                     | Dale Earnhardt jr.                                                                  |
| Family Guy                         | 2007 | Pat Lawlor                     | Family Guy                                                                          |
| Spider-Man                         | 2007 | Stevie Ritchie                 | Sam Raimi's Spider Man                                                              |
| Wheel of Fortune                   | 2007 | Dennis Nordman                 | Wheel of Fortune                                                                    |
| Indiana Jones                      | 2008 | John Borg                      | Indiana Jones-films                                                                 |
| Batman (The Dark Knight)           | 2008 | George Gomez                   | The Dark Knight                                                                     |
| Shrek                              | 2008 | Pat Lawlor                     | Shrek-films                                                                         |
| CSI: Crime Scene Investigation     | 2008 | Pat Lawlor                     | CSI: Crime Scene Investigation                                                      |
| 24                                 | 2008 | Steve Ritchie                  | 24 (televisieserie)                                                                 |
| NBA                                | 2008 | John Borg & Ray Tanzer         | National Basketball Association                                                     |
| Big Buck Hunter Pro                | 2009 | John Borg                      | Big Buck Hunter                                                                     |
| Iron Man                           | 2010 | John Borg                      | Iron Man-films                                                                      |
| Avatar                             | 2010 | John Borg                      | Avatar (film)                                                                       |
| The Rolling Stones                 | 2011 | Tom Kopera                     | The Rolling Stones                                                                  |
| TRON: Legacy                       | 2011 | John Borg                      | TRON: Legacy                                                                        |
| Transformers                       | 2011 | George Gomez                   | Transformers (films)                                                                |
| AC/DC                              | 2012 | Steve Ritchie                  | AC/DC                                                                               |
| X-Men                              | 2012 | John Borg                      | X-Men                                                                               |
| The Avengers                       | 2012 | George Gomez                   | The Avengers (2012)                                                                 |
| Metallica                          | 2013 | John Borg                      | Metallica                                                                           |
| Star Trek                          | 2013 | Steve Ritchie                  | J.J. Abrams Star Trek-films                                                         |
| Mustang                            | 2014 | John Trudeau                   | Ford Mustang                                                                        |
| The Walking Dead                   | 2014 | John Borg                      | The Walking Dead (televisieserie)                                                   |
| WWE: Wrestlemania                  | 2015 | John Trudeau                   | WWE                                                                                 |
| Whoa Nellie: Big Juicy Melons      | 2015 | Dennis Nordman                 | Stern Pinball                                                                       |
| KISS                               | 2015 | John Borg                      | Kiss (band)                                                                         |
| Game of Thrones                    | 2015 | Steve Ritchie                  | Game of Thrones                                                                     |
| Ghostbusters                       | 2016 | John Trudeau                   | Ghostbusters-films                                                                  |
| Batman 66                          | 2016 | George Gomez                   | Batman (televisieserie)                                                             |
| Aerosmith                          | 2017 | John Borg                      | Aerosmith                                                                           |
| Star Wars                          | 2017 | Steve Ritchie                  | Star Wars                                                                           |
| Guardians of the Galaxy            | 2017 | John Borg                      | Guardians of the Galaxy (film)                                                      |
| Iron Maiden: Legacy of the Beast   | 2018 | Keith Elwin                    | Iron Maiden                                                                         |
| Supreme                            | 2018 | George Gomez                   | Supreme (merk)                                                                      |
| Deadpool                           | 2018 | George Gomez                   | Deadpool                                                                            |
| The Beatles                        | 2018 | Joe Kaminkow                   | The Beatles                                                                         |
| Munsters                           | 2019 | John Borg                      | The Munsters                                                                        |
| Black Knight: Sword of Rage        | 2019 | Steve Ritchie                  | Vervolg op Black Knight (flipperkast) en Black Knight 2000                          |
| Jurassic Park                      | 2019 | Keith Elwin                    | Jurassic Park (film)                                                                |
| Elvira's House of Horrors'         | 2019 | Dennis Nordman                 | Elvira's Movie Macabre, Elvira and the Party Monsters en Scared Stiff (flipperkast) |
| Stranger Things                    | 2019 | Brian Eddy                     | Stranger Things                                                                     |
| Teenage Mutant Ninja Turtles       | 2020 | John Borg                      | Teenage Mutant Ninja Turtles                                                        |
| Heavy Metal                        | 2020 | George Gomez                   | Heavy Metal (magazine)                                                              |
| Avengers: Infinity Quest           | 2020 | Keith Elwin                    | The Avengers (Marvel)                                                               |
| Led Zeppelin                       | 2020 | Steve Ritchie                  | Led Zeppelin                                                                        |
| The Mandalorian                    | 2021 | Brian Eddy                     | The Mandalorian                                                                     |
| Godzilla                           | 2021 | Keith Elwin                    | Godzilla                                                                            |
| Rush                               | 2022 | John Borg                      | Rush (band)                                                                         |
| James Bond 007                     | 2022 | George Gomez                   | Sean Connery's vertolking van James Bond                                            |
| James Bond 007 60th Anniversary    | 2022 | Keith Elwin                    | James Bond-films                                                                    |
| Foo Fighters                       | 2023 | Jack Danger                    | Foo Fighters                                                                        |
| Venom                              | 2023 | Brian Eddy                     | Venom (Marvel)                                                                      |